# Leopardo de Ouro
O Leopardo de Ouro (em italiano:   Pardo d'oro) é o prêmio máximo do Festival de Locarno e um dos mais importantes prêmios de cinema do mundo. É entregue no festival realizado anualmente em Locarno, na Suíça, desde 1946.

## História
Diretores em ascensão de reputação internacional podem ser selecionados para participar da seleção competitiva. Os filmes vencedores são escolhidos por um júri. O prêmio recebeu muitos nomes até ser nomeado de Leopardo de Ouro em 1968. O festival não foi realizado em 1951 e o prêmio não foi concedido em 1956 e 1982. René Clair e  Jiří Trnka são os únicos dois diretores a ganharem o prêmio duas vezes, ambos vencendo em anos consecutivos.

## Prêmios para o Brasil
Até o momento, o Brasil ganhou o prêmio máximo do festival somente em duas ocasiões, com o filme Terra em Transe de Glauber Rocha, em 1967, e com o filme Regra 34 de Júlia Murat em 2022. Na categoria de curta-metragem, o Brasil ganhou o Leopardo de Ouro em 2008 com o filme Dez Elefantes de Eva Randolph, em 2021 com o filme Fantasma Neon de Leonardo Martinelli e em 2022 com Big Bang de Carlos Segundo.

## Categorias
Até 2021, as categorias competitivas do Leopardo de Ouro e seus derivados consistiam em 

### Competição Internacional de Longa-Metragens
- Leopardo de Ouro
- Prêmio Especial do Júri
- Leopardo de Melhor Diretor
- Leopardo de Melhor Atriz
- Leopardo de Melhor Ator
- Menção Honrosa

### Competição Cineasti Del Presente
- Leopardo de Ouro do Cineasti Del Presente
- Melhor Diretor em Ascensão
- Prêmio Especial do Júri
- Menção Honrosa

### Moving Ahead
- Prêmio Moving Ahead
- Menção Honrosa

### Competição First Feature
- Prêmio First Feature
- Prêmio Peace Hotel
- Menção Honrosa

### Competição Internacional Pardi di Domani
- Leopardo de Ouro de Melhor Curta-Metragem Internacional
- Leopardo de Prata de Melhor Curta-Metragem Internacional
- Leopardo de Ouro de Melhor Curta-Metragem de Autor
- Pardi di Domani de Melhor Diretor
- Prêmio Medien Patent Verwaltung Ag
- Menção Honrosa

### Competição Nacional Pardi di Domani
- Leopardo de Ouro de Melhor Curta-Metragem Suíço
- Leopardo de Prata de Melhor Curta-Metragem Suíço
- Melhor Novo Diretor Suíço
- Prêmio Medien Patent Verwaltung Ag
- Prêmio Piazza Grande

### Outros Prêmios
- Prêmio Ecumenical do Júri
- Prêmio FIPRESCI
- Europa Cinemas Label